# Fiodor Rojankovski
Fiodor Stepanovitch Rojankovski, (en russe : Фёдор Степанович Рожанковский) né le 24 décembre 1891 à Mitau, Empire russe et décédé le 12 octobre 1970 à Bronxville, aux États-Unis, qui signait aussi Rojan, est un illustrateur russe émigré. Il est connu pour ses illustrations de livres pour enfants, mais aussi pour ses dessins érotiques.

## Biographie
Né à Mitau (aujourd'hui Jelgava en Lettonie), fils d'un directeur d'école secondaire, il va passer une partie de sa petite enfance à Réval (devenue en 1918 Tallinn en Estonie), à Saint-Pétersbourg et ailleurs au gré des affectations de son père ce qui explique qu'un de ses frères est né à Moscou, l'autre à Odessa, qu'une de ses sœurs est née à Mitau, l'autre à Kichinev (devenue Chisinau en Moldavie).
Ses goûts pour la peinture et le dessin, si l'on en croit ses confidences, se sont révélés à la suite de la visite d'un zoo : il reçoit une boîte de crayons de couleur et se met à dessiner les animaux qui l'ont le plus impressionné. Ensuite quand ses frères rentrent à la maison, à l'occasion des vacances, il se met à reproduire leurs dessins. Cela se confirme plus tard lorsqu'il va à l'école à Tallinn où il peut cultiver sa passion pour la nature: la ville qui se trouve au bord de la mer baltique est cernée par une forêt à l'intérieur des terres; il peut donc s'imprégner du spectacle de la vie portuaire et faire des incursions dans les bois à l'instar des aventuriers du Nouveau Monde qui peuplent son imaginaire. Ses dispositions le poussent à entrer en 1912 à l'Académie des beaux-arts de Moscou qu'il quitte en 1914 pour servir comme officier d'infanterie dans l'armée russe lors de la Première Guerre mondiale. Son régiment parcourant la Roumanie, la Prusse, l'Autriche et la Pologne, il trouve le temps d'effectuer des croquis sur la guerre qu'il envoie à des revues d'art. Pendant la Révolution russe sa mère et un de ses frères meurent lors de la grande famine. Il leur survit et illustre des livres pour enfants de la République populaire ukrainienne mais enrôlé dans l'Armée blanche en 1919, il se retrouve prisonnier de guerre en Pologne. Après sa libération il reste en Pologne où il travaille comme directeur artistique pour un magazine de mode et une maison d'édition, peint des décors de théâtre ou imagine des costumes à Poznań. Il séjourna aussi en Allemagne.
Peu après, il part pour Paris en 1925 et sans revenus, parlant à peine le français il court les maigres cachets et réalise quelques dessins pour les « réclames » de l'époque comme Le Bon Marché, en 1929, le catalogue de la Grande Maison de Blanc : Quand la bise fut venue. Il illustre un ouvrage pour enfants, Alphabet vivant, sur un texte russe de Sacha Tchorny. Ses illustrations érotiques ornent avec fraîcheur Vers libres de Raymond Radiguet, Chansons galantes de Pierre-Jean de Béranger, poèmes de Pierre Louÿs, et dans la même veine il produit une grande quantité de dessins, d'aquarelles, de sanguines pour Michel Simon et d'autres collectionneurs qui lui en commandent. Il étudie auprès d'Esther Averill (en) pour laquelle il illustre le livre Daniel Boone en 1931. Cela lui a peut-être rappelé qu'enfant, écolier à Tallinn, il lisait les romans de Fenimore Cooper et jouait aux indiens. C'est un grand succès et l'ouvrage est publié simultanément aux États-Unis et en Angleterre par la maison d'édition Domino Press que Esther Averill venait de fonder à Paris. Pour la même maison d'édition, il illustrera en 1933 Poudre et l'année suivante Éclair avant que l'entreprise déménage pour New York en 1934. À Paris, il travaille pour une agence de publicité qui lui fait illustrer des Fables de La Fontaine pour les laboratoires Rosa. Il est employé par des studios de cinéma et des maisons d'édition entre 1927 et 1941 parmi lesquelles Flammarion où Paul Faucher ayant remarqué la qualité de son travail, la beauté de ses images, la richesse de leurs couleurs et leur intégration originale au texte, l'embauche en 1933 pour illustrer des albums du Père Castor auxquels il collabore jusqu'en 1948. Si on confie, pour une trentaine de titres, leur illustration à Rojan(kovsky), les textes sont souvent écrits par Lida Durdikova, plus simplement dénommée « Lida », l'épouse de Paul Faucher. Ces albums dont les dessins et les peintures sont reproduits par zincographie ont un grand succès et seront souvent les premières lectures des jeunes enfants de France tant à l'école que dans les familles. Pour Panache l'écureuil, en 1934, Rojan grillage entièrement le balcon de son appartement et achète un couple d'écureuils. À cette époque, il habite dans une petite maison située dans un lotissement du Plessis-Robinson où beaucoup d'émigrés russes ont trouvé refuge comme Brice et Nathalie Parain avec qui il a sans doute sympathisé dans l'atelier Tolmer. Les vacances d'été se passent à La Favière où il retrouve son ami Sacha Tcherny et des compatriotes qui y ont constitué une petite colonie. En 1940, la 2e Guerre mondiale éclate et il se réfugie chez les Faucher à Forgeneuve en Haute-Vienne où il illustre onze albums de la série des Petits Père Castor, petits car leur taille a été réduite à 15 cm × 12 cm en raison de la pénurie de papier. Il y peint aussi les fermes avoisinantes en échange de victuailles parce qu'il y a aussi pénurie alimentaire.
Après l'entrée des troupes allemandes dans Paris, en octobre 1940, invité par l'éditeur de livres illustrés Georges Duplaix, il immigre aux États-Unis où il obtiendra sa naturalisation. En Europe la guerre fait rage et lors du siège de Leningrad il perd son frère et une de ses sœurs. Rojan travaille pour son hôte qui dirige la société Sandpiper qui deviendra Golden Press. Le succès des Golden Books, 25 cents seulement malgré leur bonne qualité éditoriale et la bande dorée apposée en dos de couverture, est immédiat et il en publiera plus de cent. Certains de ces albums traversent l'Atlantique pour devenir en France la collection des Livres d'or. Ceux-ci, qui ont pour thèmes la nature et les animaux, sont parfois adaptés de contes anciens, dont plusieurs sont d'origine russe. En 1951, Rojan est encore aux États-Unis, où, les affaires étant florissantes, pour ne pas avoir à passer l'hiver à New-York où il se trouve depuis 1941, il achète un terrain en Floride pour y faire construire une datcha, près de chez Georges Duplaix. Il profite aussi de son séjour pour voyager à Hollywood, à San Francisco, à Los Angeles, au Nouveau-Mexique, à Santa Fe, dans le Maine et dans les États centraux mais on sait aussi par ses lettres qu'il ne réalise pas son rêve : visiter l'Ouest américain.
Après la guerre, il fait bâtir à La Favière, hameau sur la commune de Bormes-les-Mimosas dans le Var, une maison appelée « Le coq d'or » dont les murs du patio sont recouverts d'une fresque d'inspiration égyptienne. Il y passe les vacances d'été avec sa fille Tatiana née en 1948 aux États-Unis et sa femme Nina, pour laquelle, en 1947, il a quitté Yvette ; tous les trois y retrouvent la colonie des émigrés russes. Au cours des années 1960, il voyage à plusieurs reprises en URSS car malgré ses succès à l'Ouest, il est resté russe. Rojankovsky a aussi écrit des livres, par exemple Le Grand Livre des bêtes, paru en 1951 en France. Il a reçu la médaille Caldecott en 1956 pour ses illustrations de Frog Went A-Courtin. En 1967, trois ans avant sa disparition les Deux coqs d'or éditent Les Trois Ours conte de Léon Tolstoï. À cette abondante production, il faut ajouter ses lettres qu'il ornait, par plaisir, d'une aquarelle ou d'un croquis.
Des expositions sur son œuvre ont eu lieu à Villeurbanne, Cavaillon et Blois en 1998.

## Ouvrages illustrés
La liste suivante est donnée par ordre chronologique, sans distinction de nature:
- Quand la bise fut venue, catalogue pour «La Grande Maison de Blanc, Paris». 1925 ou 1929
- Sacha Tcherny, Alphabet vivant, 1926
- Manuel de civilité pour les petites filles à l'usage des maisons d'éducation, 86 compositions, 1926
- Pierre Louÿs, Pybrac, Poésies, Cythère, 24 dessins originaux, 1927
- Sacha Tcherny, Sanatorium pour chats, 1928
- André-Robert Andréa de Nerciat, Félicia ou Mes Fredaines, 128 compositions libres, 1929
- L'Âne, 12 grandes compositions originales, 1930
- Idylle printanière, 30 lithographies, 1930. Réédité en 1933 et en 1938
- Revue Le Rire, contribution au numéro 671 du 12 décembre 1931
- Daniel Boone, Les Aventures d'un chasseur américain parmi les Peaux-Rouges, Editions Domino Press, 1931
- Marc Chadourne, L'URSS sans passion, couverture, Editions Mornay, 1932
- Le Théâtre érotique de la rue de la Santé, 20 compositions en couleurs, 1932
- Rose Celli, Les Petits et les Grands, Flammarion, album du Père Castor, 1933
- De Montmartre à Pigalle. Idylle, suite de dessins ayant servi de maquette à Idylle printanière, 1933
- Esther Averill et Lila Stanley, Poudre, l'histoire d'un poulain, d'une duchesse et d'un cirque, Editions Domino Press, 1933
- Lida, Panache l'écureuil, Flammarion, album du Père Castor, 1934
- Esther Averill, Éclair. Histoire d'un cheval, d'un chien de carrosse et des bohémiens, Editions Domino Press, 1934
- M. Meynier, En famille, Flammarion, album du Père Castor, 1934
- Interprétation érotique du Petit chaperon rouge, orné de 18 dessins à la mine de plomb, vers 1935
- Louis Protat, Examen de Flora à l'effet d'obtenir son diplôme de putain, illustré de 14 pochoirs, vers 1935
- Théophile Gautier, Poésies libertines, ornées de 57 dessins rehaussés à l'aquarelle, 1935
- Lida, Froux le lièvre, Flammarion, album du Père Castor, 1935.
- Lida, Plouf canard sauvage, Flammarion, album du Père Castor, 1935
- Raymond Radiguet, Vers libres, 28 compositions, 1935. Réédité avec 32 compositions coloriées au pochoir en 1937
- Pierre-Jean de Béranger, Chansons galantes, 16 illustrations aquarellées
- A.B.C. du Père Castor, Flammarion, album du Père Castor, 1936
- Calendrier des enfants, Flammarion, album du Père Castor, 1936
- Lida, Bourru l'ours brun, Flammarion, album du Père Castor, 1936
- Lida, Scaf le phoque, Flammarion, album du Père Castor, 1936
- Lida, Quipic le hérisson, Flammarion, album du Père Castor, 1937
- Spaddy pseudonyme de Johannès Gros, Dévergondages, 4 hors texte et 16 lithographies en couleurs, 1937
- Pierre Louÿs, Poèmes, 1937, illustré de 72 sanguines
- Lida, Martin pêcheur, Flammarion, album du Père Castor, 1938
- Geneviève Fauconnier, Stock, Trois petits enfants bleus, 1938
- Marie Colmont, Cigalou, Flammarion, album du Père Castor, 1939
- Andersen, Ce que fait le vieux est bien fait, Flammarion, album du Père Castor, 1939
- Vicomtesse de Saint-Luc, Liqueurs et parfums sensuels, 12 illustrations, 1940
- Lida, Coucou, Flammarion, album du Père Castor, 1939
- Marie Colmont, Michka, Flammarion, album du Père Castor, 1941
- Paul François, Mes amis, Flammarion, album du Père Castor, 1941
- Marie Colmont, Pic et Pic et Colégram, Flammarion, album du Père Castor, 1941
- Lida, Les Animaux du zoo, Flammarion, Les petits Père Castor, 1941
- M. Nelly et Roussel, Les Oiseaux du zoo, Flammarion, album du Père Castor, 1941
- Paul François, Drôles de bêtes, Flammarion, album du Père Castor, 1941
- Marie Colmont, Histoire du Nègre Zo’Hio et de l’Oiseau Moqueur, Flammarion, Les "Petits Père Castor", 1942
- Paul François, Une histoire de souris, Flammarion, album du Père Castor, 1942
- Paul François, La Maison des oiseaux, Flammarion, album du Père Castor, 1942
- Frères Grimm, Les Musiciens de la ville de Brême, Flammarion, Les "Petits Père Castor", 1942
- Tall book of mother goose, 1942
- Charles Nodier, Histoire du chien de Brisquet, Flammarion, album du Père Castor, 1943
- Tall book of nursery tales, 1944
- Marie Colmont, Quand Cigalou s'en va dans la montagne, 1947
- Le royaume de la mer, Flammarion, album du Père Castor, 1948
- Adapté de Léon Tolstoï, Les trois ours, un Petit Livre d'Or, publié le 1er janvier 1949
- C. et B. Jackson, le grand éléphant, cocorico 1949
- Apollinaire, Cortège priapique enrichi de 10 dessins originaux, 1950
- Elizabeth Coatsworth, Le Grand Livre des chiens, Cocorico, 1954
- J'aime la ville, 1956
- Georges Duplaix, Animaux, Éditions des Deux coqs d'or, collection Étoile d'or, no 1, 247 p., 1965; réédition (avec onze histoires en moins): 188 p., 1976
- Daniel Defoe, adaptation d'Anne-Marie Comert, Robinson Crusoé, Éditions des Deux coqs d'or, collection Étoile d'or, no 3, 244 p., 1965
- Lida, Le Roman des bêtes, L'École des loisirs, 2004 (ISBN 2211082076)

Travaux dont la date n'a pas été trouvée:
- Pierre Louÿs, Manuel de civilité à l'usage des maisons d'éducation, 12 dessins à l'encre rehaussés au crayon et à l'aquarelle et Calques, album de 70 dessins originaux, esquisses pour le livre précédemment cité
- André-Robert Andréa de Nerciat, Mon noviciat ou Les joies de Lolotte, 145 dessins aquarellés